# Eugène Dupuis
Eugène Dupuis (* 23. September 1919 in Busnes, Nord-Pas-de-Calais, Frankreich; † 6. Oktober 2017 in Lestrem) war ein französischer Radrennfahrer.
Er war Profi von 1943 bis 1952, mit Unterbrechung in den Jahren 1944 und 1945. „Sein“ Rennen war der Grand Prix d’Isbergues, den er 1947 (vor Alphonse De Vreese und Louis Déprez) und 1948 gewinnen konnte, was ihn zum Rekordsieger (gemeinsam mit Joop Zoetemelk, Peter Van Petegem und Cédric Vasseur) machte. 1949 entschied er noch den Grand Prix de Fourmies für sich. 1951 belegte er beim Grand Prix d’Isbergues noch einmal den dritten Platz.